# RCDエスパニョール
RCDエスパニョール（カタルーニャ語: Reial Club Deportiu Espanyol de Barcelona; カタルーニャ語発音: [rəˈjaɫ ˈkɫub dəpurˈtiw əspəˈɲɔɫ də βərsəˈɫonə], スペイン語: Real Club Deportivo Espanyol de Barcelona）は、スペイン・バルセロナに本拠地を置くプロサッカークラブ。1900年に設立され、2024-25シーズンはプリメーラ・ディビシオンに所属している。

## 歴史

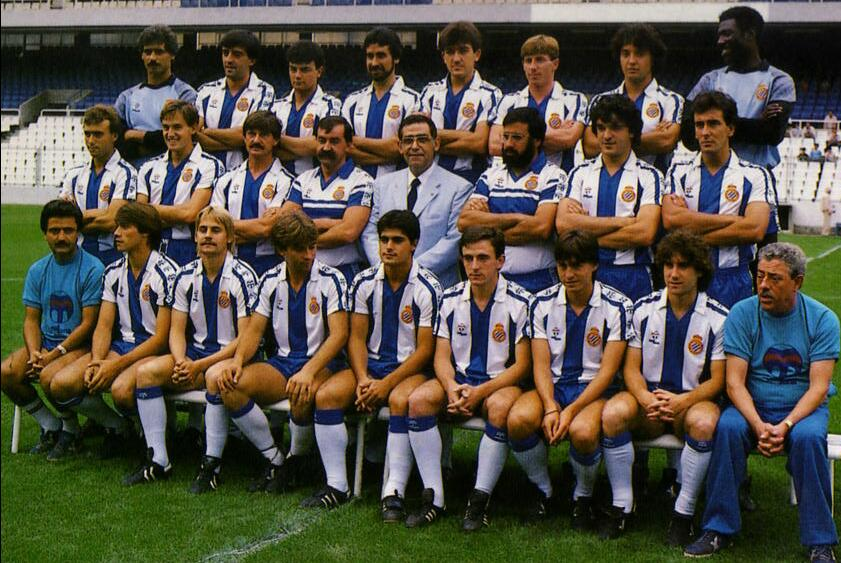
エスパニョールの選手達（1980年）

1900年10月28日にバルセロナ大学工学部の学生を中心として設立。初期にはサグラダ・ファミリア近くの広場でプレーし、ソシエダ・エスパニョーラ (Sociedad Española de Footbal) と名乗っていたが一年後にクルブ・エスパニョール (Club Español de Fútbol) に名称を変更。外国籍選手を多く起用していた当時のスペインにおける多くのクラブとは異なり、選手はスペイン人のみに限定していた。1910年にクラブ名をクルブ・デポルティウに変更すると共にユニフォームも現在まで続く青地に白のストライプが入ったデザインとなった。
1912年にはアルフォンソ13世より「レアル」の名の利用が許されレアル・クルブ・デポルティーボ・エスパニョール (Real Club Deportivo Español de Barcelona) と呼ばれるようになった。1930年代の第二共和制下では、王室色を廃してカタルーニャ語を使用したクルブ・エスポルティウ・エスパニョール (Club Esportiu Espanyol) と称していた。1995年にはクラブ名をカタルーニャ語表記 (Reial Club Deportiu Espanyol de Barcelona) に改めている。ただし、「Deportiu」という表記はスペイン語の「Deportivo」の語尾だけをカタルーニャ語風にしたものであって、単語としては正しくない（カタルーニャ語では「Esportiu」）。略称の「RCD」を変化させずにカタルーニャ語表記にするための苦肉の策である。
同じくバルセロナ県を本拠地とするFCバルセロナとの試合はバルセロナ・ダービーと呼ばれる。
2004-05シーズンにリーグ戦5位、2005-06シーズンにはコパ・デル・レイ制覇、2006-07シーズンにはUEFAカップで準優勝を果たしている。下部組織からはダニエル・ハルケ、マルク・トレホンなどを輩出している。
2006年夏、ビルバオでUEFAカップ出場権を獲得したエルネスト・バルベルデ監督と契約した。
2006-07シーズン前半戦は優勝争いに絡んだが、後半戦に大きく失速して11位でシーズンを終えた。FWラウール・タムードとFWルイス・ガルシアの両エースが合わせて25得点し、ラウール・タムードはマラニョンが持っていたクラブ記録（111得点）を塗り替えた。UEFAカップではアヤックス・アムステルダムなどと同居したグループリーグを4戦4勝（得点11、失点2）で首位通過し、決勝トーナメントではASリヴォルノ・カルチョ、マッカビ・ハイファ、ベンフィカ、ヴェルダー・ブレーメンを倒して決勝に進出した。決勝ではPK戦の末にセビージャに敗れたが、FWワルテル・パンディアーニが得点王を獲得した。
2007年夏、スーパーサブ的な存在だったワルテル・パンディアーニがオサスナに移籍したが、MFバルド、MFミラン・スミリャニッチ、DFクレメンテ・ロドリゲスなどを獲得して選手層の充実を図った。
2008年夏、エルネスト・バルベルデ監督がオリンピアコスに去り、ヘッドコーチを務めていたティンティン・マルケスが新監督に就任。レアル・マドリード・カスティージャからFWホセ・カジェホン、ヌマンシアからグレゴリー・ベランジェを加えたものの、陣容に大きな変化はなかった。
2008-09シーズンは開幕3戦で勝ち点7と良いスタートを切ったものの、4節からのセビージャ、FCバルセロナ、レアル・マドリード、ビジャレアルとの4連戦（2分2敗）を機に順位は低下し、2008年11月に4連敗したことでティンティン・マルケス監督が解任された。マネ監督が第2監督から昇格したが、6戦を指揮して白星を奪えず、女子チームの監督をしていたかつての英雄、マウリシオ・ポチェッティーノ監督が迎えられた。最下位でFCバルセロナとのバルセロナ・ダービーを迎えたが、イバン・デ・ラ・ペーニャの2ゴールで首位のFCバルセロナに勝利した。この15節ぶりの勝利がきっかけとなり、29節から最終節までの10試合を8勝1分1敗で乗り切り、10位まで順位を上げた。この10試合中に21得点しているが、これはシーズン105得点を挙げたFCバルセロナの同期間中の得点数と同じである。モンジュイックのラストゲームとなった最終節でエースのラウール・タムードがハットトリックを達成したが、シーズン6得点に終わり、連続二桁得点記録は9シーズンで途切れた。
移籍が噂されたラウール・タムードに代わり、新キャプテンに生え抜きのDFダニエル・ハルケが就任した。司令塔ジョアン・ベルドゥ、中村俊輔らが加入したものの、開幕直前の8月上旬にダニエル・ハルケが心臓発作で死去する不幸が起こるなど不測の事態が起こり、2009-10シーズンを迎えることとなった。第2節のレアル・マドリード戦は新スタジアムエスタディ・コルネリャ＝エル・プラットでのリーグ初戦となったが、0-3で敗北した。序盤から苦戦が続き、下位に低迷し降格圏にも位置することもあったが、後半戦は新戦力のハビ・マルケスなどの活躍により順位が上がり、最終順位は11位で終わった。
2010-11シーズンは開幕戦のヘタフェ戦に勝利し、シーズン初勝利を挙げると、第16節のFCバルセロナに敗れるまでホームで無傷の7連勝を記録。序盤から安定した成績で勝ち点を積み重ね、前半戦をヨーロッパリーグ出場圏内となる5位で終えた。
2015-16シーズンは、夏にキャプテンのFWセルヒオ・ガルシアやFWストゥアニ、MFルーカス・バスケス、DFエクトル・モレノ、GKキコ・カシージャという主力選手の大量放出によって、開幕前は降格候補として挙げられていたが、中位をキープしていた。しかし、それに満足しなかったフロントは12月にセルヒオ・ゴンサレス監督を解任し、ガルカ監督を迎え入れた。
2016年、中国の玩具メーカー「RASTAR GROUP」（中国語: 星輝互動娯楽股分有限公司）代表の陳雁昇（チェン・ヤンシェン）がクラブ株式の56％を取得してクラブを買収、オーナー兼会長に就任。
2018-19シーズンは、クラブOBのルビが新監督に就任。カンテラ出身の選手を積極的に起用した采配が功を奏し、新加入のボルハ・イグレシアスが得点ランキングで7位となる16ゴールを挙げる大活躍もあってリーグ7位に導き、クラブに13年ぶりのUEFAヨーロッパリーグ出場権をもたらした。
しかし暗転が訪れたのは2019-20シーズン。まず2019年6月にルビ監督が退任（補強方針を巡って経営陣との対立が原因とされる）、さらに8月にはボルハも放出し、開幕前に前シーズンの躍進の立役者二名を失うことになった。新監督には2018年に暫定監督として指揮経験のあるダビド・ガジェゴを再びBチームから昇格させたが、開幕から波に乗れず、ガジェゴの経験不足とUEFAヨーロッパリーグとの二足の草鞋にも苦しみ、序盤から下位に低迷した。結局、ガジェゴはリーグ戦開幕8試合で1勝2分5敗という極度の不振により2019年10月に解任、前セビージャFC監督のパブロ・マチンが新監督に就任した。しかしマチンもチームを立て直すことが出来ず、リーグ戦10試合で1勝2分7敗という大不振により最下位に転落、2019年12月に解任された。シーズン3人目としてアベラルド・フェルナンデスが監督に就任、さらに冬の移籍市場でクラブ史上最高額でラウール・デ・トマスを加えたが、リーグ戦14試合で3勝5分6敗と最下位からの浮上すら叶わずに2020年6月に解任、シーズン4人目としてスポーツディレクター職にあったフランシスコ・ルフェテが暫定監督として指揮を執ったが、奇しくもダービーとなった2020年7月8日の第35節の対FCバルセロナ戦に0-1で敗れ、3試合を残して自動降格圏となる18位以下が確定し、1993-94シーズン以来、27年ぶりの2部降格が決定した。なおエスパニョールの1部リーグ在籍期間は、レアル・マドリード、FCバルセロナ、アスレティック・ビルバオ、バレンシアCFに次ぐ5番目であったが、その記録も途絶えることとなった。低迷理由として、強化戦略の失敗（ルビの退任を発端とする監督人事、ボルハの代役と期待されたデ・トマス、武磊は共に4ゴール（チーム最多タイ）に終わっている）以外にも中国資本の参入により財務状況は大幅に改善された反面、中国市場を意識しての戦略が多くなり、2019-20シーズンの猛暑の中のデーゲーム（日中）開催の多さによる弊害も指摘されている。
27年ぶりのセグンダ・ディビシオンを戦うことになった2020-2021シーズンは、前RCDマヨルカ監督のビセンテ・モレノが新監督に就任。残留したデ・トマスとベテランのディエゴ・ロペスが攻守に大活躍を見せ、リーグ最多の71得点、リーグ最少タイの28失点という好成績でセグンダ・ディビシオン優勝に輝き、わずか1年で1部リーグに返り咲いた。
2023–24シーズンは4位で終え、昇格プレーオフに進出。準決勝でスポルティング・ヒホンを下し決勝に進出。レアル・オビエドとの対戦となった決勝は第1戦こそ0-1で敗れたものの、第2戦はハビ・プアドが2ゴールを決め2-0で勝利し、1年で1部リーグ復帰を果たす。

## スタジアム
1923年からは長らくエスタディ・デ・サリアをホームスタジアムとしており、1982年にはスペインで開催された1982 FIFAワールドカップの会場にも使用された。しかし、RCDエスパニョールは負債の返済のためにこの敷地を売却せざるを得なくなり、1996年には4年前のバルセロナオリンピックのメイン会場となったエスタディ・オリンピック・リュイス・コンパニス（モンジュイック）に移転した。RCDエスパニョールはこのスタジアムをバルセロナ市から賃借していたが、このスタジアムはトラックを有する陸上競技場であるためピッチと観客席に距離があり、サポーターの評判は良いものではなかった。
2009年、バルセロナ都市圏のクルナリャー・ダ・リュブラガートとアル・プラ・ダ・リュブラガートにまたがる場所に、4万人収容のサッカー専用スタジアムであるエスタディ・コルネリャ＝エル・プラットが完成した。同年8月2日にはこけら落しとしてリヴァプールFCとの親善試合が行われた。

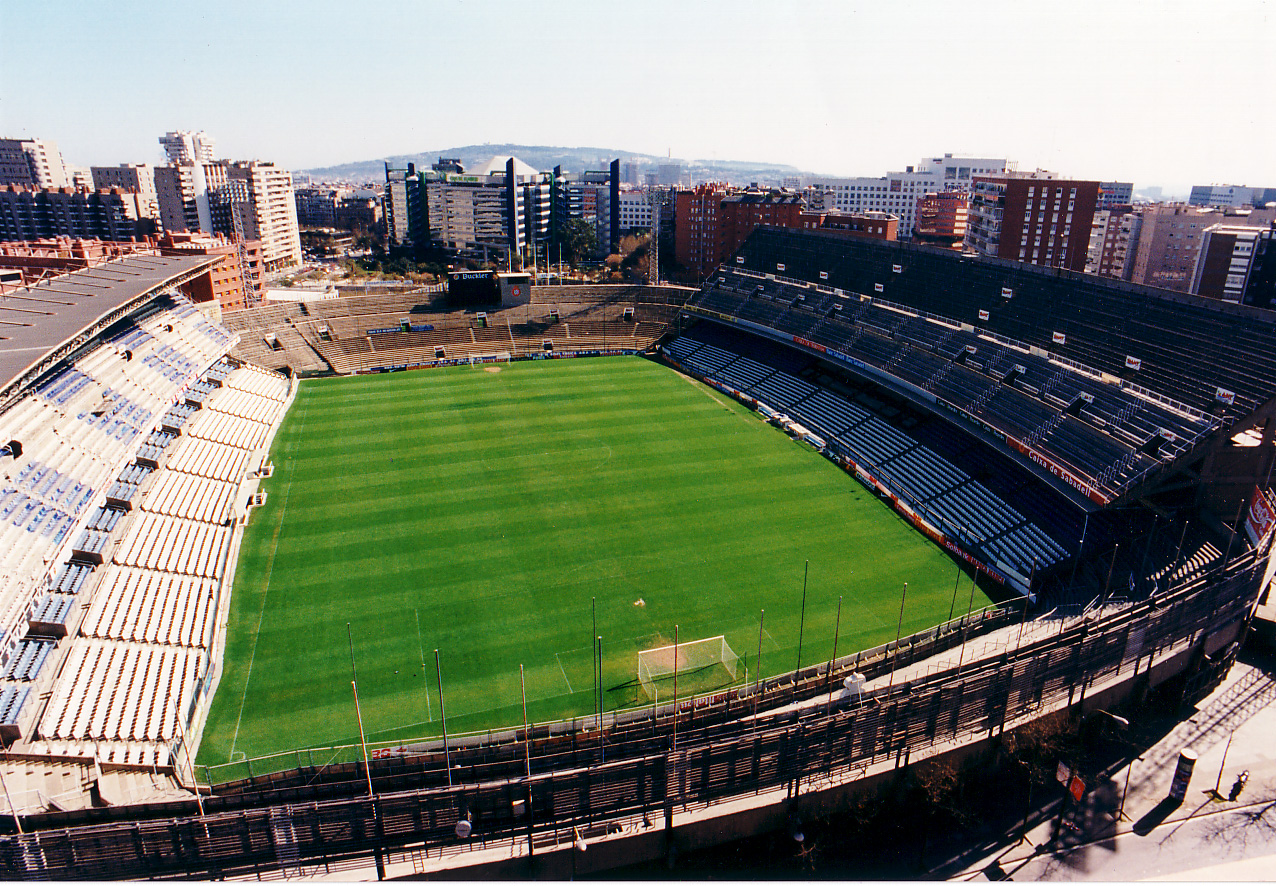
エスタディ・デ・サリア（1923年-1996年）
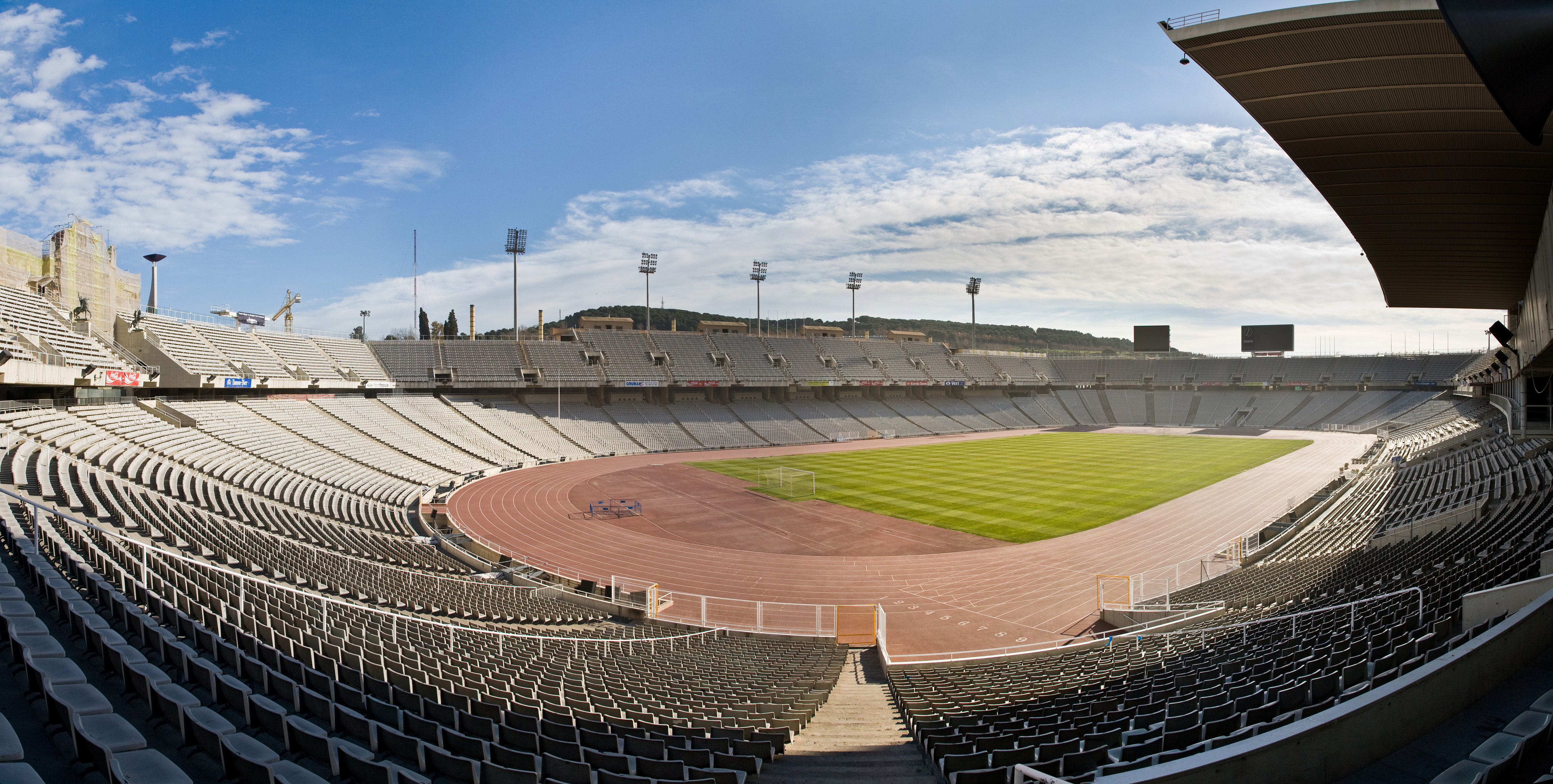
エスタディ・オリンピック・リュイス・コンパニス（1996年-2009年）
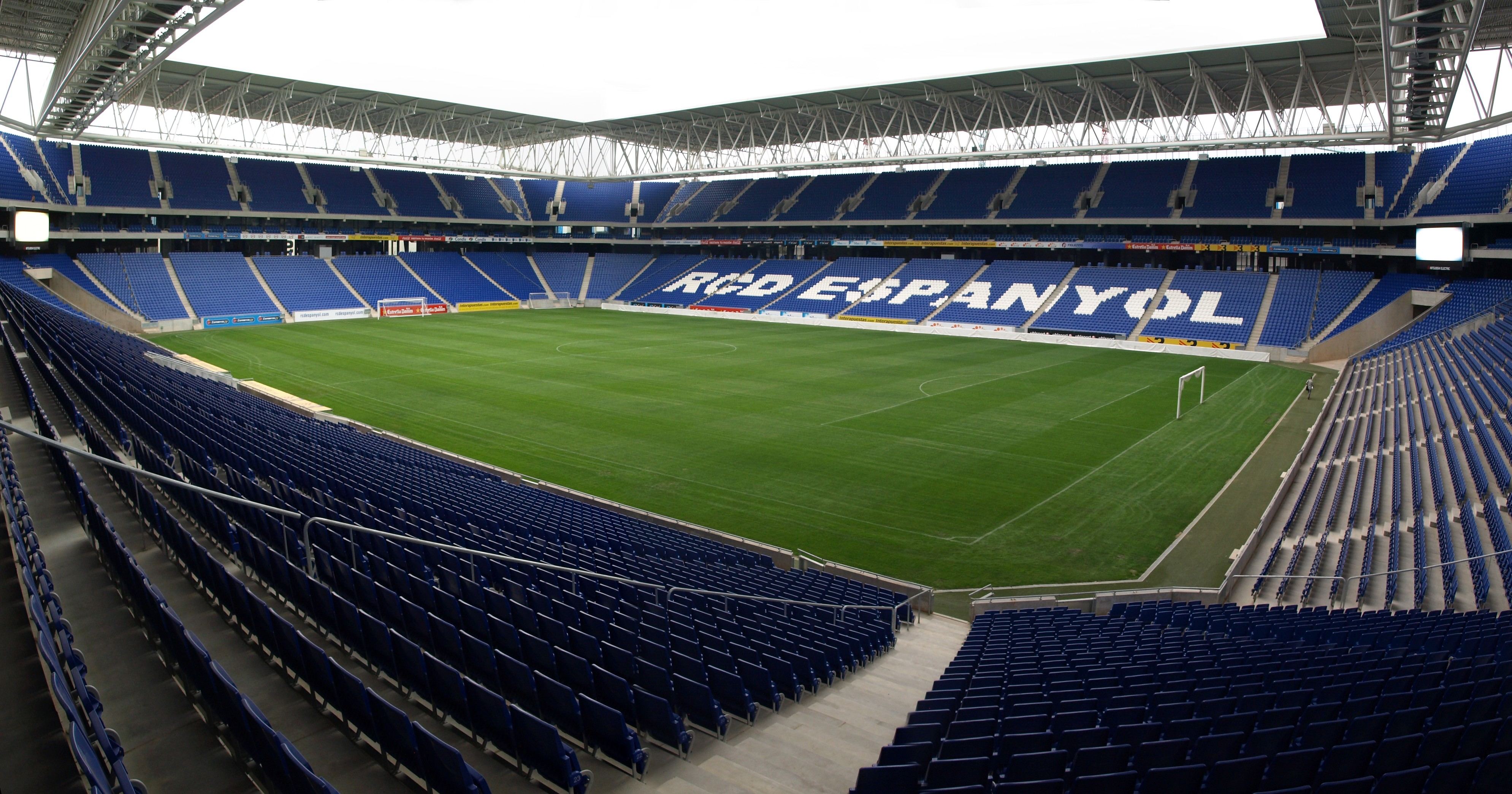
RCDEスタジアム（2009年-現在）

## サポーター・マスコット

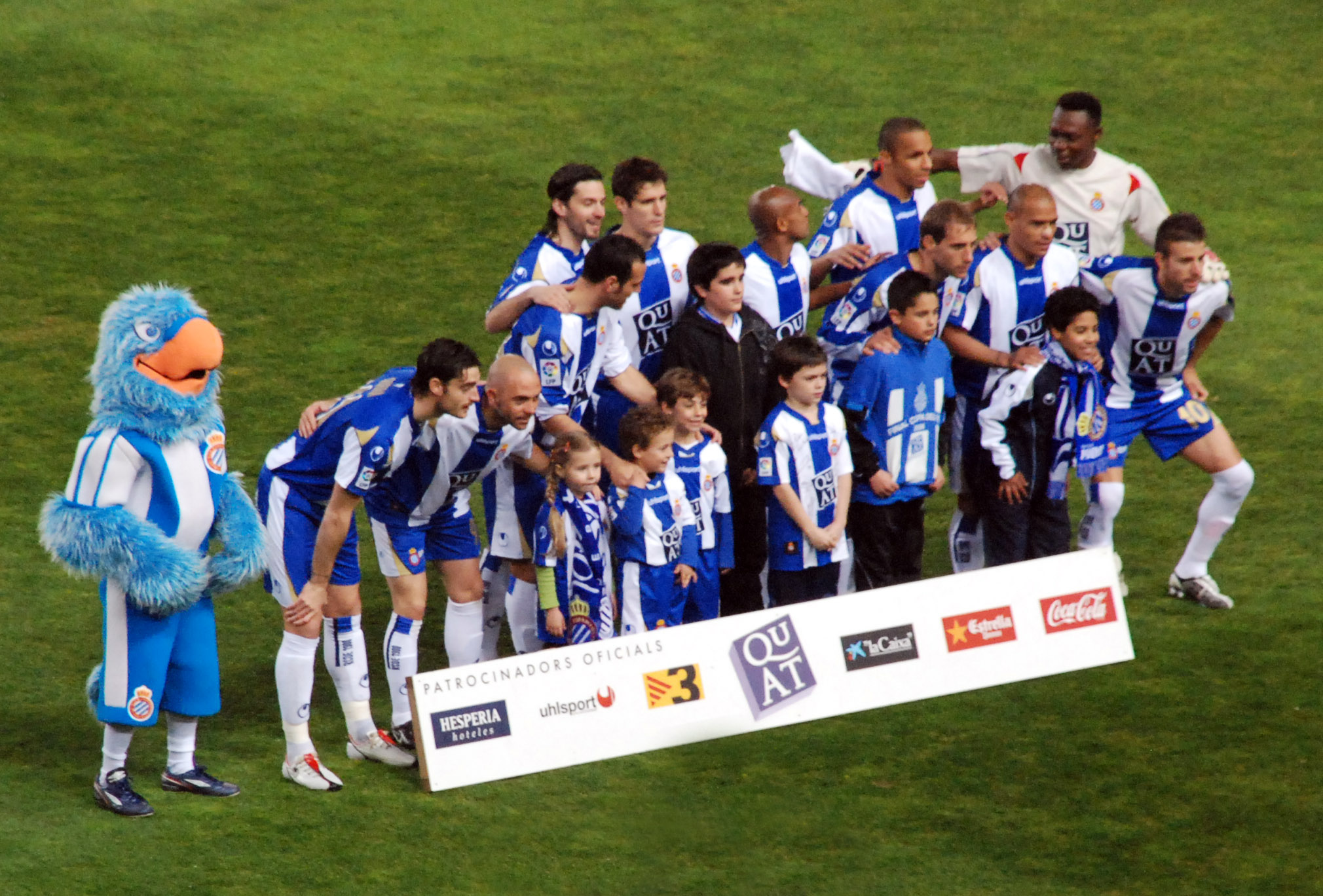
2008年2月対セビージャFC戦

かつてホームスタジアムだったエスタディ・デ・サリア前の公園にインコが多く住んでいたため、もしくは"Gato Perico"という漫画のキャラクターから、クラブのサポーターはスペイン語でインコを意味する「ペリコ」と呼ばれる。クラブのマスコットも着ぐるみのインコであり、その奇妙なデザインから人気が高い。

## ユニフォームの変遷
| 1900 | 1901 | 1910 | 1915 | 1941 | 1966 |  |

| 2000 | 2001 | 2004 | 2006 | 2010 |

## タイトル

### 国内タイトル
- コパ・デル・レイ：4回
  - 1928-29, 1939-40, 1999-00, 2005-06
- セグンダ・ディビシオン:2回
  - 1993-94, 2020-21
- カタルーニャ選手権：12回
  - 1903, 1904, 1906, 1907, 1908, 1912, 1915, 1918, 1929, 1933, 1937, 1940
- コパ・カタルーニャ：6回
  - 1994-95, 1995-96, 1998-99, 2005-06, 2009-10, 2010-11

### 国際タイトル
なし

## 過去の成績
| シーズン | ディビジョン | 試 | 勝 | 分 | 敗 | 得 | 失 | 点 | 順位 | 国王杯       | 欧州カップ戦 | 欧州カップ戦 |
| -------- | ------------ | -- | -- | -- | -- | -- | -- | -- | ---- | ------------ | ------------ | ------------ |
| 1972-73  | プリメーラ   | 34 | 17 | 11 | 6  | 48 | 27 | 45 | 3位  | ベスト16     |              |              |
| 1973-74  | プリメーラ   | 34 | 13 | 6  | 13 | 34 | 38 | 34 | 9位  | 準々決勝敗退 | UC           | 1回戦敗退    |
| 1974-75  | プリメーラ   | 34 | 14 | 5  | 15 | 38 | 47 | 33 | 11位 | ベスト32     |              |              |
| 1975-76  | プリメーラ   | 34 | 18 | 4  | 12 | 45 | 40 | 40 | 4位  | 準々決勝敗退 |              |              |
| 1976-77  | プリメーラ   | 34 | 14 | 8  | 12 | 61 | 59 | 36 | 6位  | 準決勝敗退   | UC           | ベスト16     |
| 1977-78  | プリメーラ   | 34 | 12 | 6  | 16 | 48 | 60 | 30 | 14位 | 4回戦敗退    |              |              |
| 1978-79  | プリメーラ   | 34 | 15 | 5  | 14 | 37 | 46 | 35 | 8位  | 3回戦敗退    |              |              |
| 1979-80  | プリメーラ   | 34 | 9  | 12 | 13 | 28 | 37 | 30 | 14位 | 4回戦敗退    |              |              |
| 1980-81  | プリメーラ   | 34 | 14 | 6  | 14 | 37 | 42 | 34 | 10位 | 2回戦敗退    |              |              |
| 1981-82  | プリメーラ   | 34 | 13 | 6  | 15 | 48 | 55 | 32 | 13位 | 3回戦敗退    |              |              |
| 1982-83  | プリメーラ   | 34 | 13 | 6  | 15 | 45 | 47 | 32 | 9位  | 準々決勝敗退 |              |              |
| 1983-84  | プリメーラ   | 34 | 10 | 13 | 11 | 42 | 44 | 33 | 10位 | 1回戦敗退    |              |              |
| 1984-85  | プリメーラ   | 34 | 12 | 11 | 12 | 40 | 44 | 34 | 8位  | 4回戦敗退    |              |              |
| 1985-86  | プリメーラ   | 34 | 11 | 9  | 14 | 43 | 40 | 31 | 11位 | 4回戦敗退    |              |              |
| 1986-87  | プリメーラ   | 34 | 17 | 9  | 8  | 52 | 30 | 43 | 3位  | 2回戦敗退    |              |              |
| 1987-88  | プリメーラ   | 38 | 11 | 11 | 16 | 44 | 55 | 33 | 15位 | ベスト16     | UC           | 準優勝       |
| 1988-89  | プリメーラ   | 38 | 7  | 16 | 15 | 29 | 44 | 30 | 17位 | ベスト16     |              |              |
| 1989-90  | セグンダ     | 38 | 15 | 12 | 11 | 50 | 33 | 42 | 5位  | 1回戦敗退    |              |              |
| 1990-91  | プリメーラ   | 38 | 12 | 10 | 16 | 39 | 47 | 34 | 16位 | ベスト16     |              |              |
| 1991-92  | プリメーラ   | 38 | 12 | 8  | 18 | 43 | 60 | 32 | 16位 | 5回戦敗退    |              |              |
| 1992-93  | プリメーラ   | 38 | 9  | 11 | 18 | 40 | 56 | 29 | 18位 | 4回戦敗退    |              |              |
| 1993-94  | セグンダ     | 38 | 20 | 12 | 6  | 59 | 25 | 52 | 1位  | ベスト16     |              |              |
| 1994-95  | プリメーラ   | 38 | 14 | 15 | 9  | 51 | 35 | 43 | 6位  | 3回戦敗退    |              |              |
| 1995-96  | プリメーラ   | 42 | 20 | 14 | 8  | 63 | 36 | 74 | 4位  | 準決勝敗退   |              |              |
| 1996-97  | プリメーラ   | 42 | 14 | 9  | 19 | 51 | 57 | 51 | 12位 | 準々決勝敗退 | UC           | 2回戦敗退    |
| 1997-98  | プリメーラ   | 38 | 12 | 17 | 9  | 53 | 44 | 31 | 10位 | 2回戦敗退    |              |              |
| 1998-99  | プリメーラ   | 38 | 16 | 13 | 9  | 49 | 38 | 61 | 7位  | 準々決勝敗退 |              |              |
| 1999-00  | プリメーラ   | 38 | 12 | 11 | 15 | 51 | 48 | 47 | 14位 | 優勝         |              |              |
| 2000-01  | プリメーラ   | 38 | 14 | 8  | 16 | 46 | 44 | 50 | 9位  | 準々決勝敗退 | UC           | 3回戦敗退    |
| 2001-02  | プリメーラ   | 38 | 13 | 8  | 17 | 47 | 56 | 47 | 14位 | ベスト64     |              |              |
| 2002-03  | プリメーラ   | 38 | 10 | 13 | 15 | 48 | 54 | 43 | 17位 | ベスト64     |              |              |
| 2003-04  | プリメーラ   | 38 | 13 | 4  | 21 | 48 | 64 | 43 | 16位 | ベスト32     |              |              |
| 2004-05  | プリメーラ   | 38 | 17 | 10 | 11 | 54 | 46 | 61 | 5位  | 2回戦敗退    |              |              |
| 2005-06  | プリメーラ   | 38 | 10 | 11 | 17 | 36 | 56 | 41 | 15位 | 優勝         | UC           | 3回戦敗退    |
| 2006-07  | プリメーラ   | 38 | 12 | 13 | 13 | 46 | 53 | 49 | 11位 | ベスト32     | UC           | 準優勝       |
| 2007-08  | プリメーラ   | 38 | 13 | 9  | 16 | 43 | 53 | 48 | 12位 | ベスト16     |              |              |
| 2008-09  | プリメーラ   | 38 | 12 | 11 | 15 | 46 | 49 | 47 | 10位 | 準々決勝敗退 |              |              |
| 2009-10  | プリメーラ   | 38 | 11 | 11 | 16 | 29 | 46 | 44 | 11位 | ベスト32     |              |              |
| 2010-11  | プリメーラ   | 38 | 15 | 4  | 19 | 46 | 55 | 49 | 8位  | ベスト16     |              |              |
| 2011-12  | プリメーラ   | 38 | 12 | 10 | 16 | 46 | 56 | 46 | 14位 | 準々決勝敗退 |              |              |
| 2012-13  | プリメーラ   | 38 | 11 | 11 | 16 | 43 | 52 | 44 | 13位 | ベスト32     |              |              |
| 2013-14  | プリメーラ   | 38 | 11 | 9  | 18 | 41 | 51 | 42 | 13位 | 準々決勝敗退 |              |              |
| 2014-15  | プリメーラ   | 38 | 13 | 10 | 15 | 47 | 51 | 49 | 10位 | 準決勝敗退   |              |              |
| 2015-16  | プリメーラ   | 38 | 12 | 7  | 19 | 40 | 74 | 43 | 13位 | ベスト16     |              |              |
| 2016-17  | プリメーラ   | 38 | 15 | 11 | 12 | 49 | 50 | 56 | 8位  | ベスト32     |              |              |
| 2017-18  | プリメーラ   | 38 | 12 | 13 | 13 | 36 | 42 | 49 | 11位 | 準々決勝敗退 |              |              |
| 2018-19  | プリメーラ   | 38 | 14 | 11 | 13 | 48 | 50 | 53 | 7位  | 準々決勝敗退 |              |              |
| 2019-20  | プリメーラ   | 38 | 5  | 10 | 23 | 27 | 58 | 25 | 20位 | ベスト32     | UEL          | ベスト32     |
| 2020-21  | セグンダ     | 42 | 24 | 10 | 8  | 71 | 28 | 82 | 1位  | ベスト32     |              |              |
| 2021-22  | プリメーラ   | 38 | 10 | 12 | 16 | 40 | 53 | 42 | 14位 | ベスト16     |              |              |
| 2022-23  | プリメーラ   | 38 | 8  | 13 | 17 | 52 | 69 | 37 | 19位 | ベスト16     |              |              |
| 2023-24  | セグンダ     | 42 | 17 | 18 | 7  | 59 | 40 | 69 | 4位  | ベスト32     |              |              |
| 2024-25  | プリメーラ   | 38 |    |    |    |    |    |    |      |              |              |              |

## 欧州の成績
| シーズン | 大会                   | ラウンド   | 対戦相手                           | ホーム       | アウェー    | 合計        |  |
| -------- | ---------------------- | ---------- | ---------------------------------- | ------------ | ----------- | ----------- |  |
| 1973-74  | UEFAカップ             | 1回戦      | モレンベーク                       | 0–3          | 2–1         | 2–4         |  |
| 1976-77  | UEFAカップ             | 1回戦      | ニース                             | 3–1          | 1–2         | 4–3         |  |
| 1976-77  | UEFAカップ             | 2回戦      | ブラウンシュヴァイ                 | 2–0          | 1–2         | 3–2         |  |
| 1976-77  | UEFAカップ             | 3回戦      | フェイエノールト                   | 0–1          | 0–2         | 0–3         |  |
| 1987-88  | UEFAカップ             | 1回戦      | ボルシアMG                         | 4–1          | 1–0         | 5–1         |  |
| 1987-88  | UEFAカップ             | 2回戦      | ミラン                             | 0–0          | 2–0         | 2–0         |  |
| 1987-88  | UEFAカップ             | 3回戦      | インテル                           | 1–0          | 1–1         | 2–1         |  |
| 1987-88  | UEFAカップ             | 準々決勝   | ヴィートコヴィツェ                 | 2–0          | 0–0         | 2–0         |  |
| 1987-88  | UEFAカップ             | 準決勝     | クラブ・ブルッヘ                   | 3–0 (a.e.t.) | 0–2         | 3–2         |  |
| 1987-88  | UEFAカップ             | 決勝       | バイエル・レバークーゼン           | 3–0          | 0–3         | 3–3 (2–3 p) |  |
| 1996-97  | UEFAカップ             | 1回戦      | APOEL                              | 1–0          | 2–2         | 3–2         |  |
| 1996-97  | UEFAカップ             | 2回戦      | フェイエノールト                   | 0–3          | 1–0         | 1–3         |  |
| 1998     | UEFAインタートトカップ | 2回戦      | ズブロヨフカ・ブルノ               | 2–0          | 3–5         | 5–5 (a)     |  |
| 1998     | UEFAインタートトカップ | 3回戦      | オセール                           | 1–0          | 1–1         | 2–1         |  |
| 1998     | UEFAインタートトカップ | 準決勝     | バレンシア                         | 0–1          | 0–2         | 0–3         |  |
| 1999     | UEFAインタートトカップ | 3回戦      | モンペリエ                         | 0–2          | 1–2         | 1–4         |  |
| 2000-01  | UEFAカップ             | 1回戦      | オリンピア・リュブリャナ           | 2–0          | 1–2         | 3–2         |  |
| 2000-01  | UEFAカップ             | 2回戦      | グラーツァー                       | 4–0          | 0–1         | 4–1         |  |
| 2000-01  | UEFAカップ             | 3回戦      | ポルト                             | 0–2          | 0–0         | 0–2         |  |
| 2005-06  | UEFAカップ             | 1回戦      | テプリツェ                         | 2–0          | 1–1         | 3–1         |  |
| 2005-06  | UEFAカップ             | グループB  | ロコモティフ・モスクワ             | N/A          | 1-0         | 2位         |  |
| 2005-06  | UEFAカップ             | グループB  | パレルモ                           | 1-1          | N/A         | 2位         |  |
| 2005-06  | UEFAカップ             | グループB  | ブレンビー                         | N/A          | 1-1         | 2位         |  |
| 2005-06  | UEFAカップ             | グループB  | マッカビ・ペタク・チクヴァ         | 1-0          | N/A         | 2位         |  |
| 2005-06  | UEFAカップ             | ラウンド32 | シャルケ04                         | 0–3          | 1–2         | 1–5         |  |
| 2006-07  | UEFAカップ             | 1回戦      | ペトルジャルカ・アカデーミア       | 3–1          | 2–2         | 5–3         |  |
| 2006-07  | UEFAカップ             | グループF  | スパルタ・プラハ                   | N/A          | 2-0         | 1位         |  |
| 2006-07  | UEFAカップ             | グループF  | ズルテ・ワレヘム                   | 6-2          | N/A         | 1位         |  |
| 2006-07  | UEFAカップ             | グループF  | アヤックス                         | N/A          | 2-0         | 1位         |  |
| 2006-07  | UEFAカップ             | グループF  | アウストリア・ウィーン             | 1-0          | N/A         | 1位         |  |
| 2006-07  | UEFAカップ             | ラウンド32 | リヴォルノ・カルチョ               | 2–0          | 2–1         | 4–1         |  |
| 2006-07  | UEFAカップ             | ラウンド16 | マッカビ・ハイファ                 | 4–0          | 0–0         | 4–0         |  |
| 2006-07  | UEFAカップ             | 準々決勝   | ベンフィカ                         | 3–2          | 0–0         | 3–2         |  |
| 2006-07  | UEFAカップ             | 準決勝     | ヴェルダー・ブレーメン             | 3–0          | 2–1         | 5–1         |  |
| 2006-07  | UEFAカップ             | 決勝       | セビージャ                         | 2–2 (1–3 p)  | 2–2 (1–3 p) | 2–2 (1–3 p) |  |
| 2019-20  | UEFAヨーロッパリーグ   | 予選2回戦  | ストヤルナン                       | 4–0          | 3–1         | 7–1         |  |
| 2019-20  | UEFAヨーロッパリーグ   | 予選3回戦  | ルツェルン                         | 3–0          | 3–0         | 6–0         |  |
| 2019-20  | UEFAヨーロッパリーグ   | プレーオフ | ゾリャ・ルハーンシク               | 3-1          | 2-2         | 5-3         |  |
| 2019-20  | UEFAヨーロッパリーグ   | グループH  | CSKAモスクワ                       | 0-1          | 2-0         | 1位         |  |
| 2019-20  | UEFAヨーロッパリーグ   | グループH  | ルドゴレツ・ラズグラド             | 6-0          | 1-0         | 1位         |  |
| 2019-20  | UEFAヨーロッパリーグ   | グループH  | フェレンツヴァーロシュ             | 1-1          | 2-2         | 1位         |  |
| 2019-20  | UEFAヨーロッパリーグ   | ラウンド32 | ウルヴァーハンプトン・ワンダラーズ | 3-2          | 0-4         | 3-6         |  |

## 現所属メンバー
2025年2月19日現在
注：選手の国籍表記はFIFAの定めた代表資格ルールに基づく。
| No. | Pos. |              | 選手名                           |
| --- | ---- | ------------ | -------------------------------- |
| 2   | FW   | スペイン     | ロベルト・フェルナンデス・ハエン |
| 3   | DF   | スペイン     | セルジ・ゴメス                   |
| 4   | DF   | アルバニア   | マラシュ・クンブラ ()            |
| 5   | DF   | スペイン     | フェルナンド・カレロ             |
| 6   | DF   | ウルグアイ   | レアンドロ・カブレラ             |
| 7   | FW   | スペイン     | ハビ・プアド                     |
| 8   | MF   | スペイン     | エドゥ・エスポジト               |
| 9   | FW   | アルゼンチン | アレホ・ベリス                   |
| 10  | MF   | スペイン     | ポル・ロサーノ                   |
| 11  | FW   | スペイン     | ペレ・ミジャ                     |
| 12  | DF   | スペイン     | アルバロ・テヘロ                 |
| 13  | GK   | スペイン     | フェルナンド・パチェコ           |

| No. | Pos. |          | 選手名                         |
| --- | ---- | -------- | ------------------------------ |
| 14  | DF   | スペイン | ブライアン・オリバン           |
| 15  | MF   | スペイン | ホセ・グラゲラ                 |
| 16  | FW   | モロッコ | ワリード・シェッディーラ ()    |
| 17  | FW   | スペイン | ホフレ・カレーラス             |
| 18  | MF   | スペイン | アルバロ・アグアド             |
| 19  | MF   | スペイン | ウルコ・ゴンサレス・デ・サラテ |
| 20  | MF   | チェコ   | アレックス・クラール           |
| 22  | DF   | スペイン | カルロス・ロメロ               |
| 23  | DF   | モロッコ | オマル・エル・ヒラリ           |
| 24  | DF   | スペイン | パブロ・ラモン                 |
| 31  | MF   | スペイン | アントニウ・ロカ               |
| 33  | GK   | スペイン | アンヘル・フォルトゥーニョ     |

監督
- マノロ・ゴンサレス（英語版）

リザーブチーム
注：選手の国籍表記はFIFAの定めた代表資格ルールに基づく。
| No. | Pos. |          | 選手名               |
| --- | ---- | -------- | -------------------- |
| 27  | DF   | スペイン | ホセ・ルイス・カタラ |
| 32  | FW   | モロッコ | オマル・サディク     |
| 34  | GK   | スペイン | リョーレン・セレド   |
| 35  | MF   | スペイン | ラフェル・バウザ     |

| No. | Pos. |          | 選手名                  |
| --- | ---- | -------- | ----------------------- |
| 38  | GK   | スペイン | ポール・トリスタン      |
| 34  | MF   | スペイン | アレックス・アルマンサ  |
| 40  | FW   | カナダ   | ジャスティン・スミス () |
| 41  | DF   | スペイン | ホセ・アンヘル・ロペス  |

### ローン移籍
in
注：選手の国籍表記はFIFAの定めた代表資格ルールに基づく。
| No. | Pos. |              | 選手名                                    |
| --- | ---- | ------------ | ----------------------------------------- |
| 2   | FW   | スペイン     | ロベルト・フェルナンデス・ハエン (ブラガ) |
| 4   | DF   | アルバニア   | マラシュ・クンブラ (ローマ) ()            |
| 9   | FW   | アルゼンチン | アレホ・ベリス (トッテナム)               |
| 16  | FW   | モロッコ     | ワリード・シェッディーラ (ナポリ) ()      |

| No. | Pos. |          | 選手名                                            |
| --- | ---- | -------- | ------------------------------------------------- |
| 19  | MF   | スペイン | ウルコ・ゴンサレス・デ・サラテ (レアル・ソシエダ) |
| 20  | MF   | チェコ   | アレックス・クラール (ウニオン・ベルリン)         |
| 22  | DF   | スペイン | カルロス・ロメロ (ビジャレアル)                   |

out
注：選手の国籍表記はFIFAの定めた代表資格ルールに基づく。
| No. | Pos. |          | 選手名                        |
| --- | ---- | -------- | ----------------------------- |
| --  | DF   | スペイン | ルベン・サンチェス (グラナダ) |
| --  | MF   | スペイン | ハビ・エルナンデス (ウエスカ) |

| No. | Pos. |            | 選手名                            |
| --- | ---- | ---------- | --------------------------------- |
| --  | FW   | ウルグアイ | ガストン・ヴァレス (カルタヘナ)   |
| --  | FW   | スペイン   | ケネス・ソレル (レアル・ムルシア) |

## 歴代監督
- テッド・ギャリー 1922-1924
- フランシスコ・ブル 1924-1926
- ジャック・グリーンウェル 1926-1930
- パトリシオ・カイセド 1930-1933
- ラモン・トラバル 1933-1935
- ハリー・ロウ 1935
- パトリシオ・カイセド 1935-1943
- ペドロ・ソレ 1943
- クリサント・ボスチ 1943-1944
- バルタサル・アルベニス 1944-1945
- クリサント・ボスチ 1945-1946
- ホセ・プラナス 1946-1947
- ホセ・エスパダ 1947-1949
- パトリシオ・カイセド 1949-1950
- フアン・ホセ・ノゲス 1950-1952
- アレハンドロ・スコペッリ 1952-1954
- ホセ・エスパダ 1954-1955
- オディリオ・ブラーボ 1955
- リカルド・サモラ 1955-1957
- エレメール・ベルケシー 1957-1958
- マルセル・ドミンゴ 1958-1959
- アントニオ・バリオス 1959-1960
- エルネスト・ポンス 1960-1961
- アレハンドロ・スコペッリ 1961
- リカルド・サモラ 1961
- ホセ・ルイス・サソ 1961
- リカルド・サモラ 1961
- フリアン・アルカス 1961-1962
- エリベルト・エレーロ 1962-1963
- ペドロ・アレソ 1963
- ペドロ・ソレ 1963-1964
- ラディスラオ・クバラ 1964-1965
- フェルナンド・アルギラ 1965-1966
- ホセ・エスパーダ 1966
- カルマール・イェネー 1966-1968
- アントニオ・アルギレス 1968-1969
- フェルナンド・リエラ 1969-1970
- ラファエル・イリオンド 1970
- フェルディナンド・ダウチーク 1970-1971
- ホセ・サンタマリア 1971-1977
- エリベルト・エレーロ 1977-1978
- ホセ・アントニオ・イルレギ 1978-1979
- ビセンテ・ミエラ 1979-1980
- ホセ・マリア・マグレギ 1980-1983
- ミロラド・パヴィッチ 1983
- ハビエル・アスカルゴルタ 1983-1986
- ハビエル・クレメンテ 1986-1989
- ホセ・マウリ 1989
- ラウール・ロングイ 1989
- ガルシア・デ・アンドイン 1989
- ベニート・ホアネ 1989
- フアンホ・ディアス 1989-1990
- ルイス・アラゴネス 1990-1991
- リュプコ・ペトロヴィッチ 1991
- ハウメ・セバテ 1991-1992
- ハビエル・クレメンテ 1992
- ホセ・ノボア 1992-1993
- フアンホ・ディアス 1993
- ホセ・アントニオ・カマーチョ 1993-1996
- ぺぺ・カルセレン 1996-1997
- ビセンテ・ミエラ 1997
- パコ・フローレス 1997
- ホセ・アントニオ・カマーチョ 1997.6 - 1998.6
- マルセロ・ビエルサ 1998.6 - 1998.9
- パコ・フローレス 2000.1 - 2002.6
- ファンデ・ラモス 2002.6 - 2002.10
- ラモン・モジャ 2002.10 - 2002.12
- ハビエル・クレメンテ 2002.12 - 2003.11
- ルイス・フェルナンデス 2003.11 - 2004.6
- ミゲル・アンヘル・ロティーナ 2004.6 - 2006.6
- エルネスト・バルベルデ 2006.6 - 2008.6
- ティンティン・マルケス 2008.6 - 2008.11
- マネ 2008.12 - 2009.1
- マウリシオ・ポチェッティーノ 2009.1 - 2012.11
- ハビエル・アギーレ 2012-2014
- セルヒオ・ゴンサレス 2014-2015
- コンスタンティン・ガルカ  2015-2016
- キケ・サンチェス・フローレス 2016-2018
- ダビド・ガジェゴ 2018
- ルビ 2018-2019
- ダビド・ガジェゴ 2019
- パブロ・マチン 2019
- アベラルド・フェルナンデス 2019-2020
- フランシスコ・ルフェテ （暫定） 2020
- ビセンテ・モレノ 2020-2022
- ディエゴ・マルティネス 2022-2023
- ルイス・ガルシア 2023
- ルイス・ミゲル・ラミス 2023-2024
- マノロ・ゴンサレス（英語版） 2024-